# Ablita adin
Ablita adin is een vlinder uit de familie van de uilen (Noctuidae). De wetenschappelijke naam van de soort werd voor het eerst geldig gepubliceerd in 1911 door Schaus als Neolita adin.